# Canton d'Anizy-le-Château
Le canton d'Anizy-le-Château est une ancienne division administrative française située dans le département de l'Aisne et la région Picardie.

## Géographie
Ce canton a été organisé autour d'Anizy-le-Château dans l'arrondissement de Laon. Son altitude a varié de 52 m (Anizy-le-Château) à 215 m (Prémontré) pour une altitude moyenne de 99 m.

## Histoire

### Révolution française

Carte du canton d'Anizy-le-Château en 1790.

Le canton d'Anizy-le-Château est créé le 18 février 1790 sous la Révolution française,. Le canton comprend 9 communes avec Anizy-le-Château pour chef-lieu : Anizy-le-Château, Bassoles-Aulers, Brancourt, Faucoucourt, Lizy, Pinon, Suzy, Vauxaillon et Wissignicourt. Il est une subdivision du district de Chauny qui disparait le 5 Fructidor An III (22 août 1795).
Le canton ne subit aucune modification pendant la période. Lors de la création des arrondissements par la loi du 28 pluviôse an VIII (17 février 1800), le canton d'Anizy-le-Château est rattaché à l'arrondissement de Laon.

### 1801 - 2015
L'arrêté du 3 vendémiaire an X (25 septembre 1801) entraine un redécoupage du canton d'Anizy-le-Château qui est conservé. Cessières, commune du canton de Crépy, est intégré au canton. 8 communes du canton de Mons-en-Laonnois (Bourguignon-sous-Montbavin, Chaillevois, Laniscourt, Merlieux-et-Fouquerolles, Mons-en-Laonnois, Montbavin, Royaucourt-et-Chailvet et Vaucelles-et-Beffecourt) et 4 communes du canton de Chevregny (Chevregny, Laval, Monampteuil et Urcel) sont rattachées au canton d'Anizy-le-Château. Le nombre de communes est alors de 22 communes.
En 1933, Brancourt change sa dénomination en portant depuis le nom de Brancourt-en-Laonnois. En 1937, Laval change de nom pour Laval-en-Laonnois. La seule modification dans le canton concerne ses limites puisque par décret du 20 juillet 1976, Prémontré est détaché, le 1er août 1976, du canton de Coucy-le-Château-Auffrique pour intégrer le canton d'Anizy-le-Château, portant le nombre de communes composant le canton à 23,. Aucun redécoupage n'intervient jusqu'en mars 2015.

### Redécoupage de 2015
Un nouveau découpage territorial de l'Aisne entre en vigueur en mars 2015, défini par le décret du 21 février 2014, en application des lois du 17 mai 2013 (loi organique 2013-402 et loi 2013-403),. Les conseillers départementaux sont, à compter de ces élections, élus au scrutin majoritaire binominal mixte. Les électeurs de chaque canton élisent au Conseil départemental, nouvelle appellation du Conseil général, deux membres de sexe différent, qui se présentent en binôme de candidats. Les conseillers départementaux sont élus pour 6 ans au scrutin binominal majoritaire à deux tours, l'accès au second tour nécessitant 10 % des inscrits au 1er tour. En outre la totalité des conseillers départementaux est renouvelée. Ce nouveau mode de scrutin nécessite un redécoupage des cantons dont le nombre est divisé par deux avec arrondi à l'unité impaire supérieure. Dans l'Aisne, le nombre de cantons passe ainsi de 42 à 21. Le canton d'Anizy-le-Château ne fait pas partie des cantons conservés du département. 
Le canton disparait lors des élections départementales de mars 2015. L'ensemble des communes est regroupée avec le nouveau canton de Laon-1 sauf Chevregny, Laval-en-Laonnois et Monampteuil. Ces trois communes rejoignent des cantons différents. Chevregny et Laval-en-Laonnois sont adjoints aux nouveaux cantons de Guignicourt, pour la première et de Laon-2 pour la seconde. La commune de Monampteuil est rattaché au canton de Fère-en-Tardenois, recouvrant maintenant des communes allant des arrondissements de Château-Thierry et de Soissons.

## Représentation

### Conseillers généraux de 1833 à 2015
| Période | Période           | Identité                                       | Étiquette                     | Qualité |
| ------- | ----------------- | ---------------------------------------------- | ----------------------------- | --- |
| 1833    | 1840 (décès)      | Amédée Louis Félix Tribalet                    |                               | Inspecteur des Finances Propriétaire à Anizy-le-Château et à Paris |
| 1840    | 1842              | Jean-Baptiste Prosper Paul                     |                               | Juge de paix à Anizy-le-Château |
| 1842    | 1848              | Gustave Déprez (fils de J.F.Déprez, 1814-1871) |                               | Ancien notaire à Guise, propriétaire à Faucoucourt |
| 1848    | 1871 (décès)      | Vicomte Ernest Dubois de Courval               |                               | Propriétaire, maire de Pinon |
| 1871    | 1876              | Hector Séraphin Rabelle                        |                               | Maire de Laniscourt |
| 1876    | 1897 (décès)      | Ernest Fischer                                 | Républicain                   | Industriel à Chaillevois |
| 1897    | 1904              | Henri Dequin                                   | Conservateur                  | Avocat à la Cour d'Amiens |
| 1904    | 1931              | Paul Doumer                                    | Gauche radicale               | Professeur puis journaliste Président du Conseil général (1925-1931) Député (1888-1889, 1891-1896, 1902-1910) - Sénateur (1912-1931) Ministre (1895-1896, 1917 à 1926) Élu Président de la République le 13 juin 1931 |
| 1931    | 1940              | Edouard Régnier                                | Rad.                          | Greffier de la justice de paix Maire d'Anizy-le-Château, conseiller d'arrondissement |
|         |                   |                                                |                               | |
| 1943    | 1945              | Émile Roussel                                  |                               | Ancien Préfet de l'Aisne (1922-1940) Ancien Sénateur GR (1925-1940) Maire de Mons-en-Laonnois Nommé conseiller départemental en 1943 Président du Conseil départemental (1943-1945)                                   |
|         |                   |                                                |                               | |
| 1945    | 1961              | Alfred Moulier                                 | SFIO                          | Commerçant, maire d'Anizy-le-Château |
| 1961    | 1992              | André Godart                                   | DVD puis CD puis UDF puis DVD | Agriculteur Président du Conseil général (1979-1985) Maire de Faucoucourt (1945-1995) |
| 1992    | 1993 (annulation) | Daniel Counot                                  | DVG                           | Laborantin retraité, Pinon |
| 1993    | 1998              | Annick Counot (épouse du précédent)            | IDG                           | Surveillante médicale, Pinon |
| 1998    | 2015              | Daniel Counot                                  | IDG                           | Ancien maire de Pinon Vice-président du Conseil général |

### Conseillers d'arrondissement (de 1833 à 1940)
| Période                                  | Période | Identité                         | Étiquette   | Qualité |
| ---------------------------------------- | ------- | -------------------------------- | ----------- | --- |
| 1833                                     | 1842    | Jean François Déprez (1791-1853) |             | Ancien notaire à Anizy                                                                                      |
| 1842                                     | 1848    | Jean-Claude Boulogne             |             | Maire de Faucoucourt                                                                                        |
|                                          |         |                                  |             | |
| 1901                                     | 1907    | M. Caussin                       |             | Adjoint au maire d'Anizy                                                                                    |
| 1907                                     | 1913    | Pierre-Emile Décuty              | Radical     | Notaire, maire de Mons-en-Laonnois                                                                          |
| 1913                                     | 1919    | Baron Maurice de Marcé           | Libéral     | Propriétaire du château de Lizy                                                                             |
| 1919                                     | 1931    | Edouard Régnier                  | Rad.        | Greffier de la justice de paix, maire d'Anizy-le-Château                                                    |
| 1931                                     | 1940    | Paul-Albert Leroy                | Républicain | Maire de Vauxaillon                                                                                         |
| 1940                                     |         |                                  |             | Les conseils d'arrondissement ont été suspendus par la loi du 12 octobre 1940 et n'ont jamais été réactivés |
| Les données manquantes sont à compléter. |         |                                  |             | |

## Composition
Le canton d'Anizy-le-Château a groupé 23 communes et a compté 10 945 habitants en 2012.
| Code Insee | Nom                          | Superficie (km2) | Population (hab.) | Densité (hab./km2) |
| ---------- | ---------------------------- | ---------------- | ----------------- | ------------------ |
| 02018      | Anizy-le-Château (Chef-lieu) | 9,49             | 1 930             | 203,37             |
| 02052      | Bassoles-Aulers              | 7,03             | 139               | 19,77              |
| 02108      | Bourguignon-sous-Montbavin   | 1,92             | 147               | 76,56              |
| 02111      | Brancourt-en-Laonnois        | 6,56             | 706               | 107,62             |
| 02153      | Cessières                    | 10,35            | 485               | 46,86              |
| 02155      | Chaillevois                  | 2,17             | 183               | 84,33              |
| 02183      | Chevregny                    | 8,85             | 195               | 22,03              |
| 02301      | Faucoucourt                  | 7,35             | 303               | 41,22              |
| 02407      | Laniscourt                   | 3,00             | 169               | 56,33              |
| 02413      | Laval-en-Laonnois            | 4,51             | 255               | 56,54              |
| 02434      | Lizy                         | 3,73             | 272               | 72,92              |
| 02478      | Merlieux-et-Fouquerolles     | 5,77             | 279               | 48,35              |
| 02490      | Monampteuil                  | 5,86             | 133               | 22,70              |
| 02497      | Mons-en-Laonnois             | 4,10             | 1 202             | 293,17             |
| 02499      | Montbavin                    | 5,44             | 47                | 8,64               |
| 02602      | Pinon                        | 9,48             | 1 811             | 191,03             |
| 02619      | Prémontré                    | 8,33             | 773               | 92,80              |
| 02661      | Royaucourt-et-Chailvet       | 3,04             | 209               | 68,75              |
| 02733      | Suzy                         | 9,86             | 308               | 31,24              |
| 02755      | Urcel                        | 7,20             | 532               | 73,89              |
| 02765      | Vaucelles-et-Beffecourt      | 4,03             | 214               | 53,10              |
| 02768      | Vauxaillon                   | 13,77            | 504               | 36,60              |
| 02834      | Wissignicourt                | 4,46             | 149               | 33,41              |

## Démographie
| 1962  | 1968   | 1975   | 1982   | 1990   | 1999   | 2006   | 2007   | 2008   |
| ----- | ------ | ------ | ------ | ------ | ------ | ------ | ------ | ------ |
| 9 457 | 10 108 | 10 376 | 10 354 | 10 330 | 10 089 | 10 429 | 10 476 | 10 566 |

| 2009   | 2010   | 2011   | 2012   | - | - | - | - | - |
| ------ | ------ | ------ | ------ | - | - | - | - | - |
| 10 673 | 10 781 | 10 887 | 10 945 | - | - | - | - | - |